# Коко (Грузия)
Коко (груз. ქოყო) — село в Грузии, на территории Чхороцкуского муниципалитета края (мхаре) Самегрело-Верхняя Сванетия.

## География
Село находится в западной части Грузии, на правом берегу реки Хобисцкали, на расстоянии приблизительно 11 километров (по прямой) к северо-востоку от города Чхороцку, административного центра муниципалитета. Абсолютная высота — 285 метров над уровнем моря.

## Население
По результатам официальной переписи населения 2014 года в Коко проживало 154 человека (79 мужчин и 75 женщин). В национальной структуре населения грузины составляли 100 %.
| Год  | Население, человек |
| ---- | ------------------ |
| 2002 | 446                |
| 2014 | ↘ 154              |